# Елк (Пољска)
Елк (пољ. Ełk) град је у Пољској у Војводству варминско-мазурском. По подацима из 2017. године број становника у месту је био 61 523.

## Становништво
| 1946. | 1950.  | 1960.  | 1970.  | 1980.  | 1990.  | 1995.  | 2000.  | 2005.  | 2010.  | 2012.  | 2017.  |
| ----- | ------ | ------ | ------ | ------ | ------ | ------ | ------ | ------ | ------ | ------ | ------ |
| 6.104 | 13.665 | 21.952 | 27.400 | 38.175 | 52.430 | 54.991 | 56.610 | 56.120 | 59.790 | 59.646 | 61.523 |

## Партнерски градови
- Берлингтон
- Нететал
- Orbassano
- Лида
- Хаген
- Nemenčinė